# تخت قرو
 تخت قرو (بالفارسية: تخت گرو) قرية صغيرة تقع أسفل هضبة بر أحمد وتتبع ناحية كوخرد من توابع مدينة بستك في محافظة هرمزغان في جنوب إيران. في تعداد عام 2006، كان عدد سكانها 153، من أصل 30 عائلة.